# True Women
True Women är en roman från 1993 av Janice Woods Windle. Romanen utspelas i westernmiljö.
1997 producerades en miniserie baserad på romanen. Angelina Jolie är en av de kända skådespelerskor som har medverkat i filmen.